# Was willst du dich betrüben, BWV 107

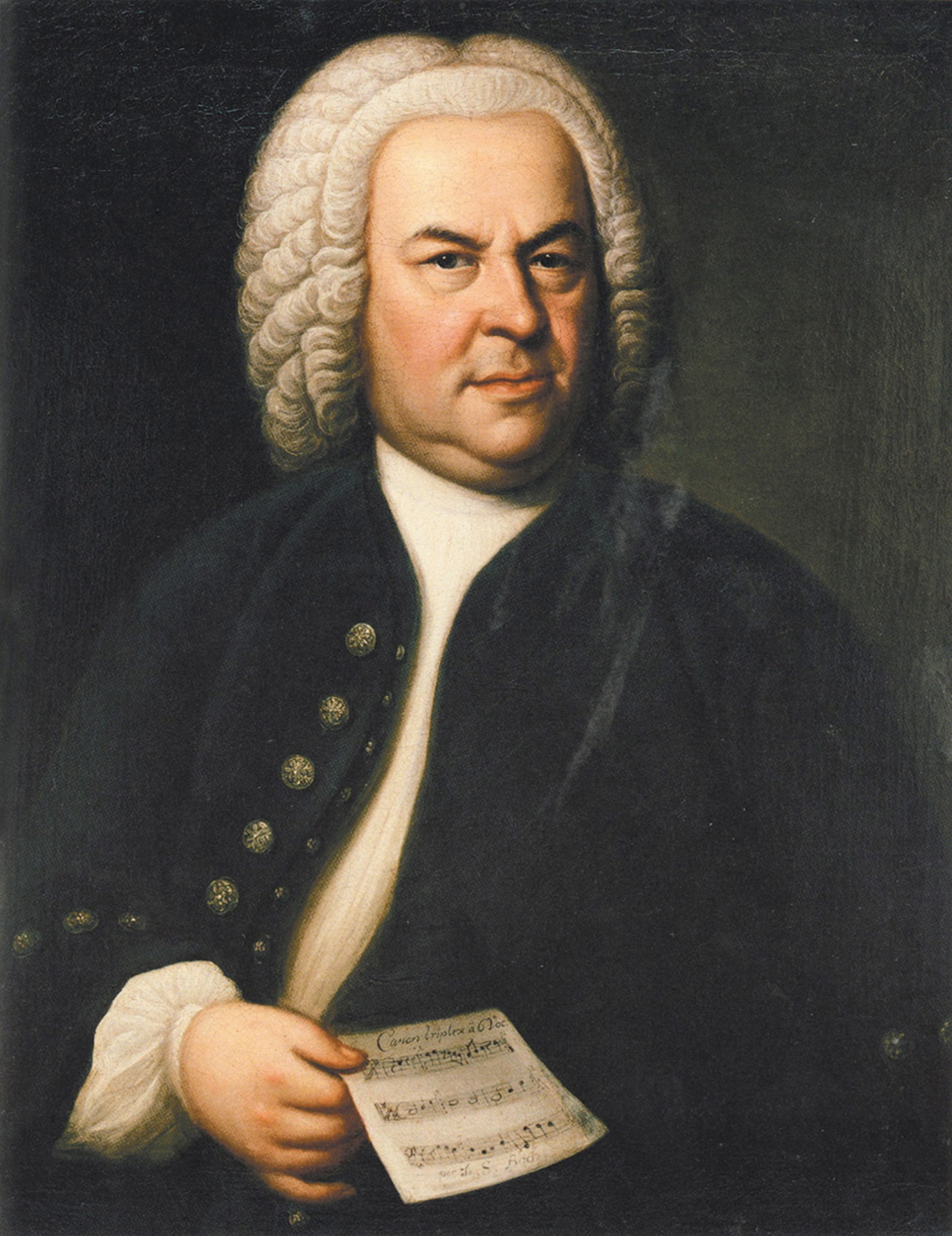
Johann Sebastian Bach, compositor de la cantata.

Was willst du dich betrüben, BWV 107 (en español, ¿Por qué llorarías?) es una cantata de iglesia compuesta por Johann Sebastian Bach en Leipzig para el séptimo domingo después de Trinidad y se representó por primera vez el 23 de julio de 1724. La cantata coral está basada en el texto del himno de Johann Heermann en siete estrofas «Was willst du dich betrüben» (1630).
Bach estructuró la cantata, la séptima obra en su ciclo de cantatas corales, en siete movimientos: dos movimientos corales enmarcados, una secuencia recitativa y una secuencia inusual de cuatro arias bipartitas. Escribió la obra para tres solistas vocales, un coro de cuatro partes y un conjunto de cámara barroca de una trompa para reforzar la melodía del himno en los movimientos exteriores, dos flautas traveseras, dos oboes de amor, cuerdas y bajo continuo. Es la única obra conocida de su ciclo de cantatas corales que mantuvo el texto original sin cambios.

## Historia y texto

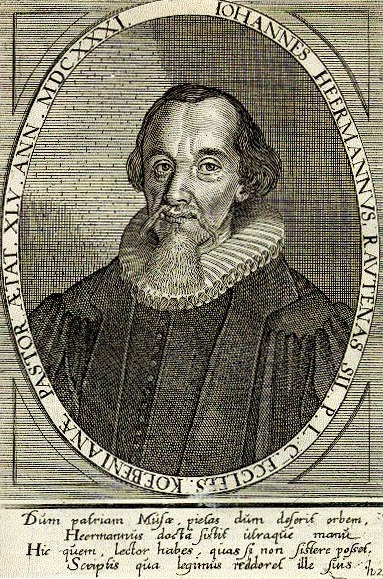
Johann Heermann, autor del texto.

Bach compuso la cantata coral en Leipzig para el séptimo domingo después de Trinidad. Las lecturas prescritas para el domingo son de la Epístola a los romanos, «Hablo en términos humanos debido a sus limitaciones humanas ... la paga del pecado es muerte; pero el don de Dios es vida eterna» (Romanos 6:19-23), y del Evangelio de Marcos, la multiplicación de los panes y los peces (Marcos 8:1-9).
La cantata se basa en el himno de Johann Heermann en siete estancias, «Was willst du dich betrüben» (1630), que se centra en la confianza en Dios, incluso cuando se enfrentan a adversarios como el diablo. La confianza en Dios es también un tema del Evangelio. Inusualmente para una cantata coral del segundo ciclo, el texto no cambia en los movimientos medios, sino que se mantiene «per omnes versus» (para todas las estrofas). Los movimientos medios, sin embargo, se componen como un recitativo y cuatro arias . El tratamiento fue decididamente anticuado en la época de Bach. Lo había usado una vez mucho antes en Christ lag in Todes Banden, BWV 4 (1707), y luego nuevamente, como en Gelobet sei der Herr, mein Gott, BWV 129 (1726), aunque no se repitió durante el segundo ciclo. John Eliot Gardiner supone que Bach se impuso esta restricción a sí mismo, como había hecho con la restricción de colocar el cantus firmus en soprano, alto, tenor y bajo en las primeras cuatro cantatas del ciclo. Gardiner comenta sobre el «diseño del siglo XVII» de componer el texto coral sin cambios, en comparación con las configuraciones de Gottfried Heinrich Stölzel, Georg Philipp Telemann and Christoph Graupner:

But only Bach is prepared to make life consistently difficult for himself, as here, for example, by choosing to incorporate verbatim all seven stanzas of a rather obscure chorale by Johann Heermann from 1630. … Bach rises to the challenge: to overcome the limitations of being confined to a rigidly structured hymn without monotony or repetitiveness.
Pero solo Bach está preparado para hacerse la vida constantemente difícil a sí mismo, como aquí, por ejemplo, eligiendo incorporar textualmente las siete estrofas de una coral bastante oscura de Johann Heermann de 1630. ... Bach acepta el desafío: superar las limitaciones de estar confinado a un himno rígidamente estructurado sin monotonía o repetitividad.

Las corales en la publicación de Heermann de 1630 Devoti musica cordis (Música de un corazón devoto), que también incluía «Herzliebster Jesu, was hast du verbrochen», la primera coral en la Pasión según San Mateo de Bach, se han descrito como «la primera en la que la correcta y elegante versificación de Opitz se aplicó a temas religiosos, ... distinguidos por una gran profundidad y ternura de sentimiento, por un intenso amor al Salvador y una humildad sincera pero no consciente de sí misma».
Bach realizó por primera vez la cantata, la séptima cantata existente de su segundo ciclo anual, el 23 de julio de 1724.

## Partitura y estructura
Bach estructuró la cantata en siete movimientos, comenzando con una fantasía coral y terminando en una coral de cierre, como generalmente en sus cantatas corales, pero con una secuencia inusual de un único recitativo y cuatro arias, estableciendo las estancias del himno poético. Lo anotó para tres solistas vocales (soprano (S), tenor (T) y bajo) (B), un coro de cuatro partes y un conjunto de cámara barroca de corno da caccia (Co) para apoyar la melodía coral en los movimientos exteriores, dos flautas traveseras (Ft), dos oboes de amor (Oa), dos violines (Vl), dos violas (Va) y bajo continuo (Bc).
En la siguiente tabla de movimientos, la partitura sigue el Neue Bach-Ausgabe, las tonalidades se dan para la versión de Weimar. El compás se proporciona utilizando el símbolo de tiempo común (4/4).
| N.º | Título                          | Texto    | Tipo           | Vocal | Vientos    | Cuerdas | Tonalidad          | Tiempo            |
| --- | ------------------------------- | -------- | -------------- | ----- | ---------- | ------- | ------------------ | ----------------- |
| 1   | Was willst du dich betrüben     | Heermann | Fantasía coral | SATB  | Co 2Ft 2Oa | 2Vl 2Va | si menor           | cuatro por cuatro |
| 2   | Denn Gott verlässet keinen      | Heermann | Recitativo     | B     | 2Oa        |         | fa sostenido menor | cuatro por cuatro |
| 3   | Auf ihn magst du es wagen       | Heermann | Aria           | B     |            | 2Vl 2Va | la mayor           | cuatro por cuatro |
| 4   | Wenn auch gleich aus der Höllen | Heermann | Aria           | T     |            |         | mi menor           | 3 4               |
| 5   | Er richts zu seinen Ehren       | Heermann | Aria           | S     | 2Oa        |         | si menor           | 12 8              |
| 6   | Drum ich mich ihm ergebe        | Heermann | Aria           | T     | 2Ft        |         | re mayor           | cuatro por cuatro |
| 7   | Herr, gib, daß ich dein Ehre    | Heermann | Coral          | SATB  | Co 2Ft 2Oa | 2Vl 2Va | si menor           | 6 8               |

## Música

### «Was willst du dich betrüben»
El coro de apertura, «Was willst du dich betrüben» (¿Por qué desea molestarse?), es una fantasía coral, con la parte vocal incrustada en un concierto independiente de los instrumentos. El cantus firmus en la melodía de «Von Gott will ich nicht lassen» está en notas largas, en parte adornadas, en la soprano y la trompa; las voces más bajas se establecen principalmente en homofonía. Las líneas de la coral no se representan por separado, pero acentúan la forma de bar (Stollen – Stollen – Abgesang) del texto, 1 y 2 se combinan, 3 y 4 se combinan, 5 es único y 6 a 8 se combinan. La partitura es relativamente rica en instrumentos de viento-madera.

### «Denn Gott verlässet keinen»
El único recitativo, «Denn Gott verlässet keinen, der sich auf ihn verläßt» (porque Dios no abandona a nadie que se le encomiende), está acompañado por los oboes de amor, muestra un melisma extendido en la palabra «Freuden» (alegría) y culmina en un arioso en la línea final, con un melisma en «retten» (rescate). Las siguientes cuatro estrofas están compuestas como arias, no como las típicas arias da capo, sino principalmente en dos partes. Bach logra variación al cambiar el tipo de voz, tonalidad y compás. También varía el modo, alternando claves mayores y menores, expresa diferentes afectos y «difumina» con éxito la forma de barra de las estrofas.

### «Auf ihn magst du es wagen»
La primera aria, «Auf ihn magst du es wagen» (En él puedes atreverte a todo), representa una «escena de caza» para bajo y cuerdas. Bach juega con el doble significado de la palabra alemana «erjagen», que en el texto tiene el sentido de «lograr con gran esfuerzo», pero expresa el significado literal de la palabra («cazar») mediante un «escandaloso truco de caza» del bajo. Este aria y las siguientes no son arias da capo, sino que siguen la forma de barra del poema como estructuras bipartitas.

### «Wenn auch gleich aus der Höllen»
La segunda aria, «Wenn auch gleich aus der Höllen» (Incluso si, fuera del infierno), para tenor y bajo continuo comienza con palabras fuertes sobre Satanás como enemigo: «Wenn auch gleich aus der Höllen / der Satan wollte sich / dir selbst entgegenstellen / und toben wide dich» (Incluso si, fuera del infierno, Satanás desea ponerse en su contra y desahogar su ira contra ti). Gardiner llama a la música «un vívido retrato en lápiz de Satanás y sus artimañas, entregado con un gusto típicamente luterano». El ritmo alterna entre 6
8 y 3
4 una medida a la siguiente, pero el cambio es irregular e impredecible. La línea de bajo (marcada «organo e continuo») es «extravagantemente animada y angular. Albert Schweitzer lo compara con las contorsiones de un enorme dragón».

### «Er richts zu seinen Ehren»
La tercera aria, «Er richt's zu seinen Ehren» (Él organiza su honor), para soprano y los dos oboes de amor comienza con una versión embellecida de la melodía de la coral y la última línea cita la melodía exactamente en las palabras «was Gott will, das geschicht» (Lo que Dios quiere, eso sucede).

### «Drum ich mich ihm ergebe»
La cuarta aria, «Drum ich mich ihm ergebe» " (Por lo tanto, me dedico a Él), tiene partitura para tenor, las flautas al unísono y el violín apagado. El estilo melódico es significativamente diferente de la melodía coral, siendo como una canción.

### «Herr, gib, daß ich dein Ehre»
La coral de cierre, «Herr, gib, daß ich dein Ehre» (Señor, concede tu honor), se establece en cuatro partes para las voces, pero incrustado en un rico concierto orquestal de Siciliana. Las líneas de la coral se agrupan como en la primera estrofa, destacando nuevamente la línea 5, «O Vater, Sohn und Geist» (Oh Padre, Hijo y Espíritu") como una doxología en miniatura.